# Francesco Faraldo
Francesco Faraldo (Aversa, 14 febbraio 1982) è un ex judoka italiano.

## Biografia
Nato ad Aversa, in provincia di Caserta, nel 1982, inizia con il taekwondo, passando in seguito al judo. Durante la carriera ha gareggiato nella categoria di peso dei 66 kg.
Nel 2009 è stato bronzo ai Giochi del Mediterraneo di Pescara.
A 30 anni ha partecipato ai Giochi olimpici di Londra 2012, nei 66 kg, uscendo al primo turno contro lo spagnolo Sugoi Uriarte.

## Palmarès

### Giochi del Mediterraneo
- 1 medaglia:
  - 1 bronzo (66 kg a Pescara 2009)

1º Classificato Campionato Italiano Esordienti B 1993
1º Classificato Campionato Italiano Cadetti 1996
4º volte Campione Italiano Assoluto
4º volte Campione Italiano a Squadre Fiamme Azzurre
2º Classificato Super A Qualificazione Olimpica Rotterdam
2º Classificato Qualificazione Olimpica world cup Miami (Usa)
3º Classificato Grand prix Baku (Azerbaijan)
1º Classificato Open Vantaa (Finlandia)
2º Classificato Grand prix Qualificazione Olimpica Amsterdam